# 一氧化碳瀰漫量
一氧化碳瀰漫量（英語：Diffusing capacity of the lung for carbon monoxide，簡稱DLco或TLco）為一項測量肺泡與血液之間的氣體交換能力的檢查。本方法最早於1909年發展出來。

## 機制
本方法會先讓受試者吸入微量的一氧化碳（CO），閉氣數秒後呼出氣體，再測量呼出氣體的一氧化碳分壓。一氧化碳與紅血球具有高度親和性，因此該指標與肺泡及血液的交換能力較為相關，較不會受心輸出量影響。
DLco的測量會受到大氣壓力和海拔高度影響，這些誤差可以用美國胸腔學會提供的方法進行校正。DLco的預期值也會受到血紅蛋白、碳氧血红蛋白、性別，以及年齡影響。美國胸腔協會建議可以使用Cotes法對血紅蛋白值進行校正。

## DLCO 和 TLCO
一般來說，DLco的單位是「ml/min/mmHg」，而TLco的單位是「ml/min/kPa」。

## 影響因子
有許多呼吸性疾病會影響DLco的數值

### 減少
任何會影響肺泡交換面積的因素都會造成DLco下降：
1. 肺泡壁交換障礙，如纤维化、肺泡炎（英语：Extrinsic allergic alveolitis）、血管炎
2. 肺容積減低，如限制型肺病（英语：Restrictive lung disease）
3. 肺氣腫：肺泡遭到損傷，減少交換表面積[8]
4. 肺栓塞
5. 心臟衰竭
6. 肺高壓
7. 博来霉素（用量超過200單位時）
8. 慢性心衰竭[9]
9. 低血容性貧血
10. 胺碘酮累積用量過高；每日用量逾 400 mg。

但現在的技術能夠校正因貧血導致的DLco下降。

### 增加
可能導致DLco增加的因子包含紅血球增多症、氣喘（也可能正常），以及因為運動導致的肺臟血流量上升。其他因素還包含左至右心內分流（left to right intracardiac shunting）或肺泡出血（alveolar hemorrhage）。

## 臨床意義
DLco 低於 60% 者代表若施行肺臟切除術，預後會不佳。FEV1有同樣效果，但預測效果不若DLco好。

## 外部連結
- MedlinePlus百科全书 003854
- 對海拔的進行校正的線上工具 （页面存档备份，存于）
- 對血紅蛋白進行校正的線上工具 （页面存档备份，存于）
- 對碳氧血红蛋白進行校正的線上工具 （页面存档备份，存于）